# 자인스크

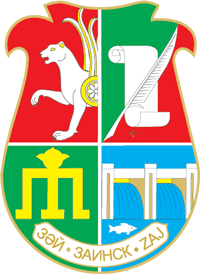
시 문장

자인스크(러시아어: Заи́нск, 타타르어: Зәй)는 러시아 타타르 공화국 남서부에 위치한 도시로, 인구는 39,739명(2021년 기준)이다. 자이 강과 접하며 카잔(타타르 공화국의 수도)에서 동쪽으로 287km 정도 떨어진 곳에 위치한다.
1652년부터 1656년까지 마을에 요새가 건설되면서 신설되었고 1962년 도시형 촌락으로 승격되면서 노비자이(Новый Зай)라는 이름을 받게 된다. 1978년 시로 승격되면서 자인스크라는 이름으로 변경되었다.